# Ukrajinske radio

Logo des Ukrajinske radio

Ukrajinske radio (ukrainisch Українське радіо, deutsch Ukrainischer Hörfunk) ist der Veranstalter der öffentlich-rechtlichen Radiosender der Ukraine, vormals unter dem Namen Nazionalna Radiokompanija Ukrajiny (Національна радіокомпанія України, НРКУ; deutsch: Nationale Hörfunkgesellschaft der Ukraine; englisch: National Radio Company of Ukraine, NRCU) eigenständige staatliche Hörfunkanstalt der Ukraine. Der Hörfunkveranstalter ist seit 2017 Teil des neuen öffentlich-rechtlichen Rundfunks in der Ukraine, Nazionalna Suspilna Teleradiokompanija Ukrajiny (Suspilne mowlennja).
Ukrajinske radio produziert drei nationale Programme (UR1, UR2 und UR3) und den Auslandssender Radio Ukraine International.